# 牛臥山 (静岡県)
牛臥山（うしぶせやま）は静岡県沼津市にある山。広さ約7ha、2つのピークからなり、駿河湾に接している。南西500mに、牛臥海岸、沼津御用邸記念公園がある。
伊豆が本州に衝突する前の海底火山の名残。江戸時代中期までは島であったが、やがて干拓により陸続きになったと言われる。また当時は山宮山（やまみややま）と呼ばれていた。
その後明治に入ると大山巌が別荘を構えるなど海軍関係者がたびたび訪れていたが、今では荒れ放題であり当時を偲ばせるものはほとんどない。

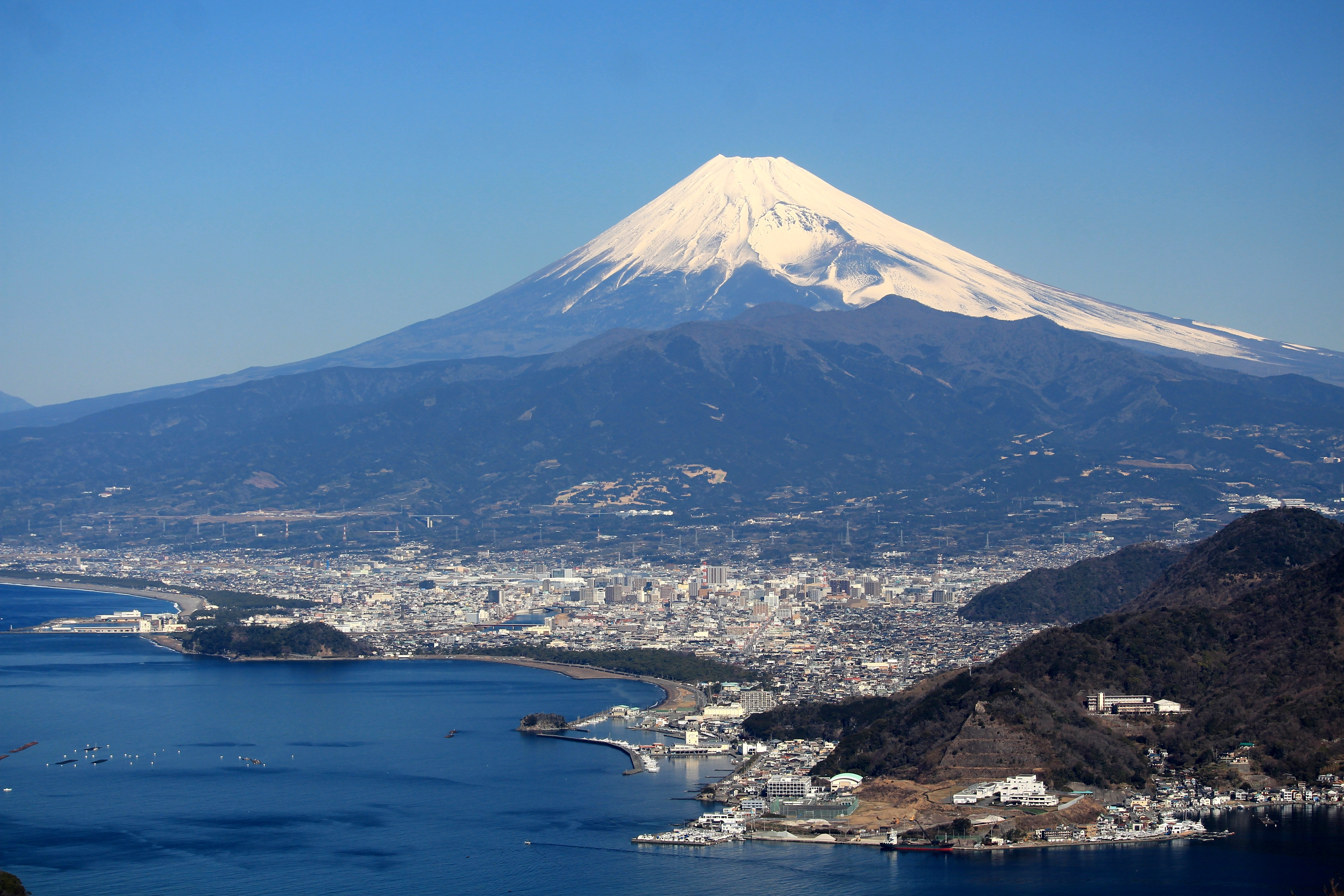
沼津市街と牛臥山（左）

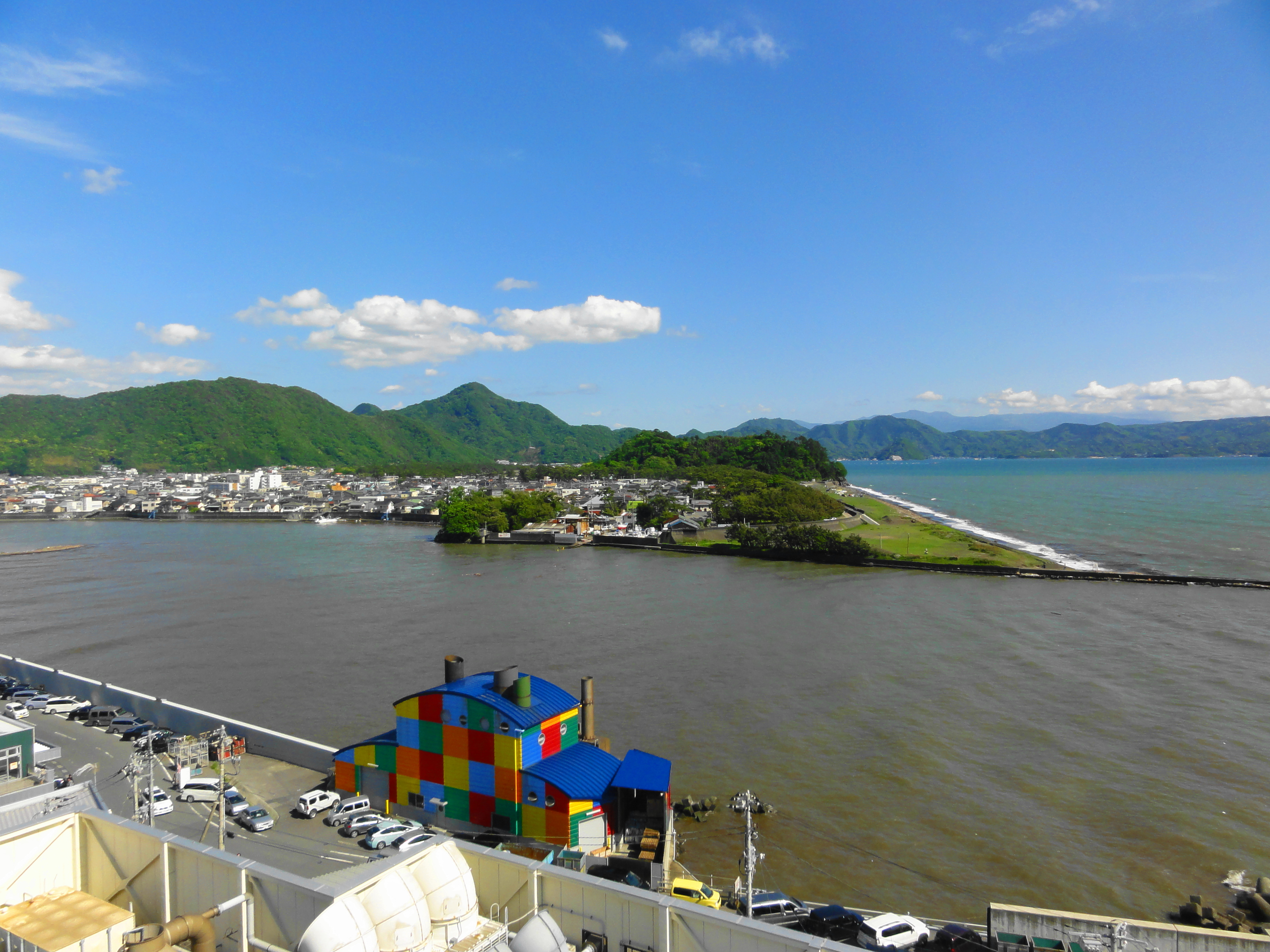
北西にある水門びゅうおから
手前は狩野川河口

山の西側から南側にかけて牛臥山公園があり、市民の憩いの場となっている。海に面しているが遊泳、バーベキューなどは禁止されている。なお、利用時間が定められており、夜間の立ち入りは禁止されている。
2012年6月19日、台風4号により、公園の南約200メートルの海上で三重県の冷凍運搬船（4992トン、全長約125メートル）が座礁した。船には22人が乗っていた。3隻のボートを使って23日には離礁した。